# Donal Logue

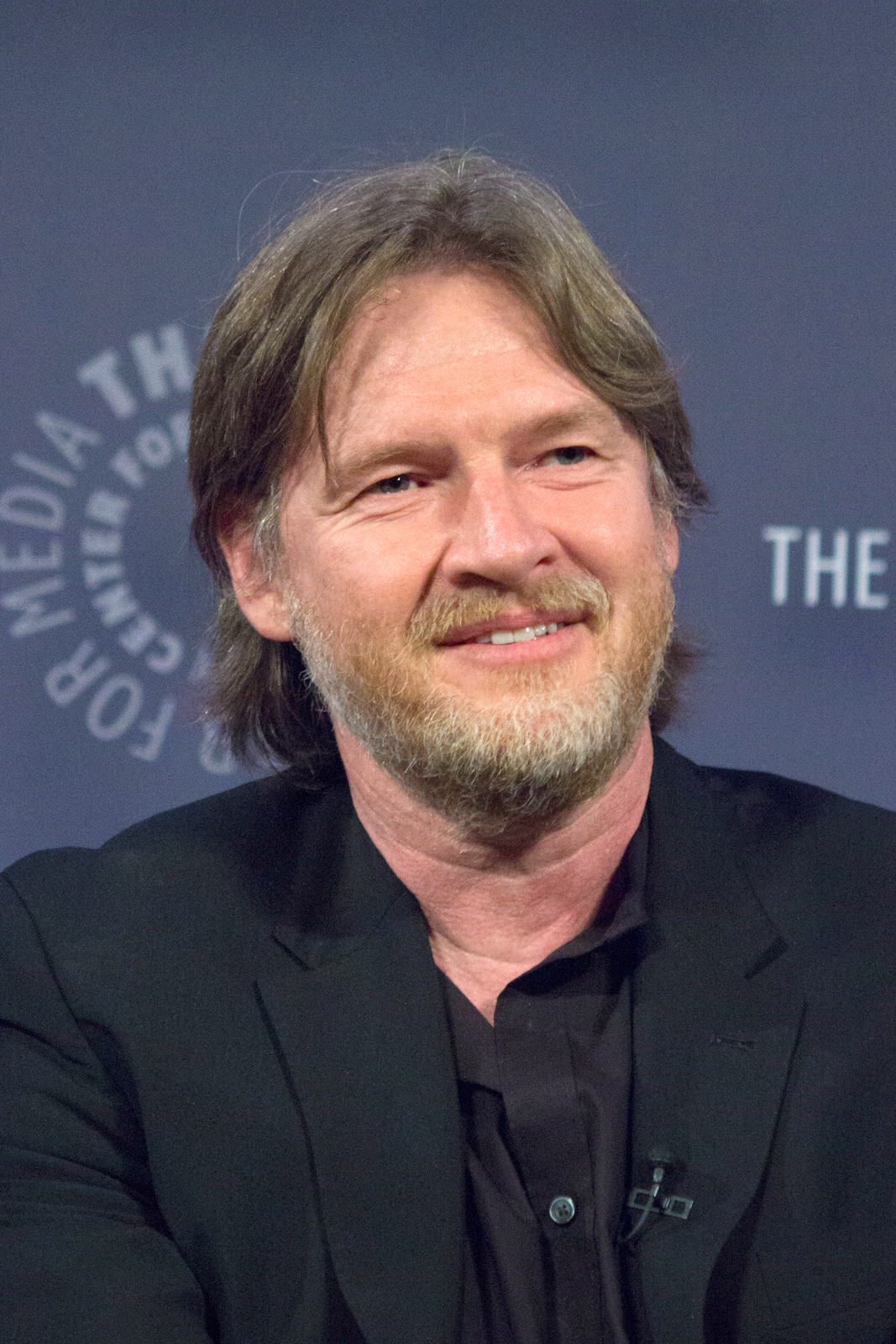
Donal Logue (2014)

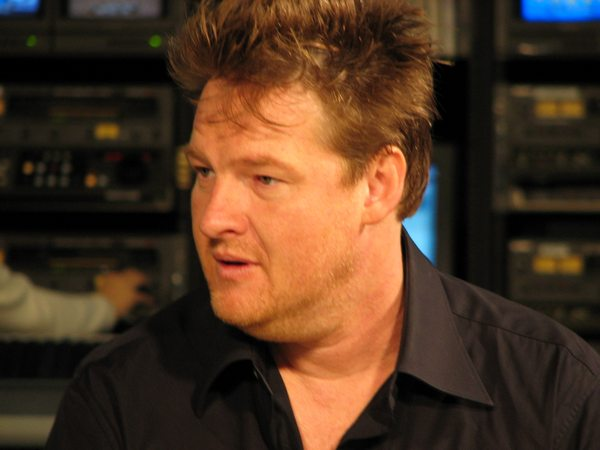
Donal Logue (2007)

Donal Francis Logue (* 27. Februar 1966 in Ottawa, Ontario) ist ein kanadischer Schauspieler.

## Leben
Der Vater von Logue war katholischer Priester, der aber auf die Ausübung seines Berufes verzichtete, heiratete und vier Kinder hatte. Donal Logue wuchs in El Centro, Kalifornien, auf, wo er Schülersprecher an seiner High School war. Später studierte er Geschichte an der Harvard University und Schauspielkunst an der Londoner British American Drama Academy.
Logue trat in einigen Theaterstücken und seit 1990 auch in Fernsehfilmen auf. Sein erster Kinofilm war Sneakers – Die Lautlosen aus dem Jahr 1992. In dem Thriller Bad Guys spielte er neben Molly Ringwald eine der Hauptrollen und trat in Blade neben Wesley Snipes auf. In der Komödie Die Braut, die sich nicht traut spielte er die Rolle des Brian, der von seiner Verlobten Maggie Carpenter (Julia Roberts) kurz vor der Hochzeit verlassen und später katholischer Priester wird.
Für seine Hauptrolle in der Komödie Dex, der Frauenheld gewann er einen Sonderpreis der Jury des Sundance Film Festivals. In der Fantasykomödie Solange du da bist war er neben Reese Witherspoon und Mark Ruffalo zu sehen.
Logue spielte in den Jahren 2001 bis 2005 eine Hauptrolle in der Fernsehserie Keine Gnade für Dad. In den Jahren 2003 bis 2005 trat er in einigen Folgen der Fernsehserie Emergency Room – Die Notaufnahme auf. 2008 und 2009 spielte er in der zweiten Staffel der amerikanischen Fernsehserie Life die Rolle des Polizei-Captain Tidwell. Von 2014 bis 2019 spielte er die Hauptrolle des Harvey Bullock in der Serie Gotham.

## Filmografie (Auswahl)
- 1992: Sneakers – Die Lautlosen (Sneakers)
- 1993: … und das Leben geht weiter (And the Band Played On)
- 1993: Gettysburg
- 1993: Akte X – Die unheimlichen Fälle des FBI (The X-Files, Fernsehserie, Folge 1x03 Squeeze)
- 1994: Enthüllung (Disclosure)
- 1994: Betty und ihre Schwestern (Little Women)
- 1995: 3 Ninjas – Fight & Fury (3 Ninjas Knuckle Up)
- 1995: Bad Guys (Baja)
- 1996: I Want My MTV
- 1996: Auge um Auge (Eye for an Eye)
- 1996: Diabolisch (Diabolique)
- 1996: Hilfe, ich komm’ in den Himmel (Dear God)
- 1996: Jerry Maguire – Spiel des Lebens (Jerry Maguire)
- 1997: Metro – Verhandeln ist reine Nervensache (Metro)
- 1998: Blade
- 1998: Der schmale Grat (The Thin Red Line)
- 1998: A Bright Shining Lie – Die Hölle Vietnams (A Bright Shining Lie, Fernsehfilm)
- 1999: Der große Mackenzie (The Big Tease)
- 1999: Die Braut, die sich nicht traut (Runaway Bride)
- 1999: Sein letzter Coup (The Opportunists)
- 2000: Dex, der Frauenheld (The Tao of Steve)
- 2000: The Million Dollar Hotel
- 2000: Der Patriot (The Patriot)
- 2000: Wild Christmas (Reindeer Games)
- 2000: Takedown (Track Down)
- 2001–2005: Keine Gnade für Dad (Grounded for Life, Fernsehserie, 91 Folgen)
- 2003: Confidence
- 2003: American Splendor
- 2003: Two Days
- 2003–2005: Emergency Room – Die Notaufnahme (ER, Fernsehserie, 11 Folgen)
- 2005: Solange du da bist (Just Like Heaven)
- 2006: Die Freunde des Bräutigams – The Boys are Back in Town (The Groomsmen)
- 2006: Happy Fish – Hai-Alarm und frische Fische (Shark Bait, Stimme für Troy)
- 2006: Dein Ex – Mein Albtraum (The Ex)
- 2007: Ghost Rider
- 2007: Monk (Fernsehserie, Folge 6x09)
- 2007: Zodiac – Die Spur des Killers (Zodiac)
- 2008: Max Payne
- 2008–2009: Life (Fernsehserie, 21 Folgen)
- 2010: Wie durch ein Wunder (Charlie St. Cloud)
- 2010: Terriers (Fernsehserie, 13 Folgen)
- 2011: Dr. House (House, Fernsehserie, Folge 7x20 Changes)
- 2011: Shark Night 3D
- 2012: Royal Pains (Folge 4.1)
- 2012: Silent Night – Leise rieselt das Blut (Silent Night)
- 2012–2013: Sons of Anarchy (Fernsehserie, 7 Folgen)
- 2013: CBGB
- 2013: Copper – Justice is brutal (Copper, Fernsehserie, 12 Folgen)
- 2013–2014: Vikings (Fernsehserie, 12 Folgen)
- 2014–2015, 2022: Law & Order: Special Victims Unit (Fernsehserie, 9 Folgen)
- 2014–2019: Gotham (Fernsehserie)
- 2015: Die Eindringlinge (The Intruders)
- 2018: The Cloverfield Paradox
- 2021: All My Puny Sorrows
- 2021: Resident Evil: Welcome to Raccoon City
- 2021: Departure (Fernsehserie, 6 Folgen)
- 2022–2023: The Equalizer – Schutzengel in New York (The Equalizer, Fernsehserie, 2 Folgen)